# Scopula superciliata
Scopula superciliata är en fjärilsart som beskrevs av Louis Beethoven Prout 1913. Scopula superciliata ingår i släktet Scopula och familjen mätare. Inga underarter finns listade.